# 송규상
송규상(宋圭相, 1998년 9월 28일 ~ )은 대한민국의 바둑 기사이다.

## 약력
장수영 도장 출신으로 박병규, 이용찬, 박영롱 사범 등에게 바둑을 배웠다. 2015년 제1회 일요신문배 고등최강부 준우승과 제49기 전국아마국수전 준우승을 차지했다. 2016년 1월, 136회 입단대회 연구생을 통해 입단했다. 2016년 8월, 제3회 리민배에 진출했으며 2단으로 승단했다. 2018년 6월 3단을 거쳐 2019년 5월에 4단으로 승단했다. 2021년에 6단으로 승단했다.